# Gernot Trauner
Gernot Trauner, född 25 mars 1992 i Linz, är en österrikisk fotbollsspelare som spelar för Feyenoord och Österrikes herrlandslag i fotboll, där han är med i truppen vid fotbolls-EM 2024.